# Giles Milton

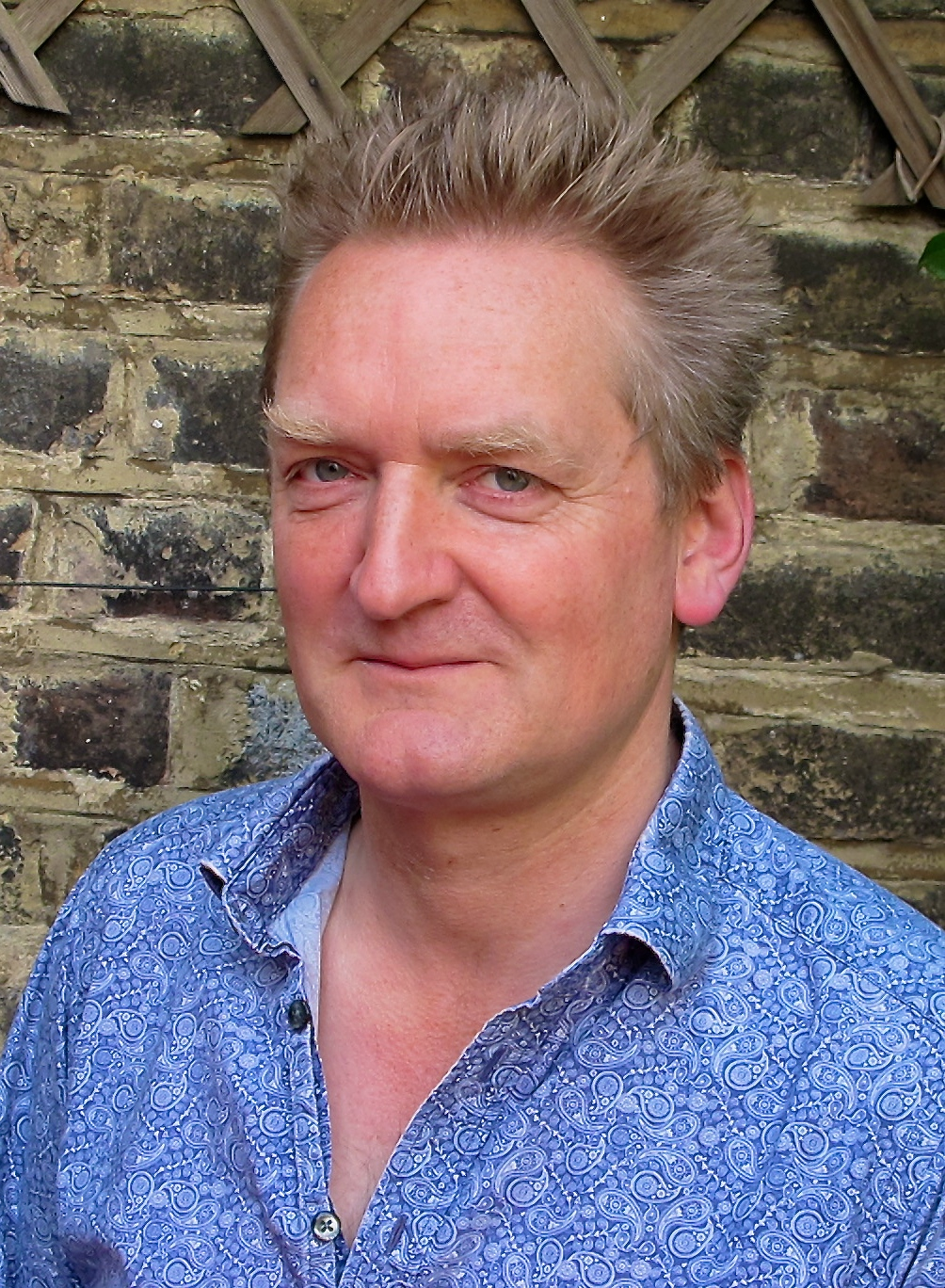
Giles Milton

Giles Milton (Buckinghamshire, 1966) is een Engelse schrijver en journalist die zich specialiseert in de reconstructie van historische reizen en exploratietochten. Hij publiceert in Britse en buitenlandse kranten.  Zijn uitgebreide  historisch onderzoek voor zijn boeken bracht hem naar vrijwel alle delen van de wereld.

## Nathaniels nootmuskaat
Dit boek beschrijft de wederwaardigheden van de Engelse zeevaarder en koopman Nathaniel Courthope die in de 17e eeuw een rol speelde in de strijd om het handelsmonopolie op nootmuskaat tussen Nederland en Engeland.
- Bibsys: 1003230
- Bibliothèque nationale de France: cb135647922 (data)
- CiNii: DA12466106
- Gemeinsame Normdatei: 122739310
- International Standard Name Identifier: 0000 0001 2278 4086
- Library of Congress Control Number: n97106713
- MusicBrainz: 3bdee185-e8a1-4865-ac2f-e30aaf71cad2
- Bibliotheek van het Japanse parlement: 00807164
- Nationale Bibliotheek van Tsjechië: jn20020722055
- Nationale Bibliotheek van Israël: 987007265294005171
- Nationale Bibliotheek van Polen: a0000001225301
- Nederlandse Thesaurus van Auteursnamen: 174215711
- Système universitaire de documentation: 052569322
- Virtual International Authority File: 37083209
- WorldCat: E39PBJj8JDPhtv4W8hTCChQQbd